# 徐源远
徐源远（1954年—），辽宁沈阳人，满族，中华人民共和国政治人物、第十一届全国人民代表大会广东地区代表。
毕业于清华大学自动化专业。担任广东莱达实业(集团)有限公司自动化所所长。2008年起担任全国人大代表。